# Purd

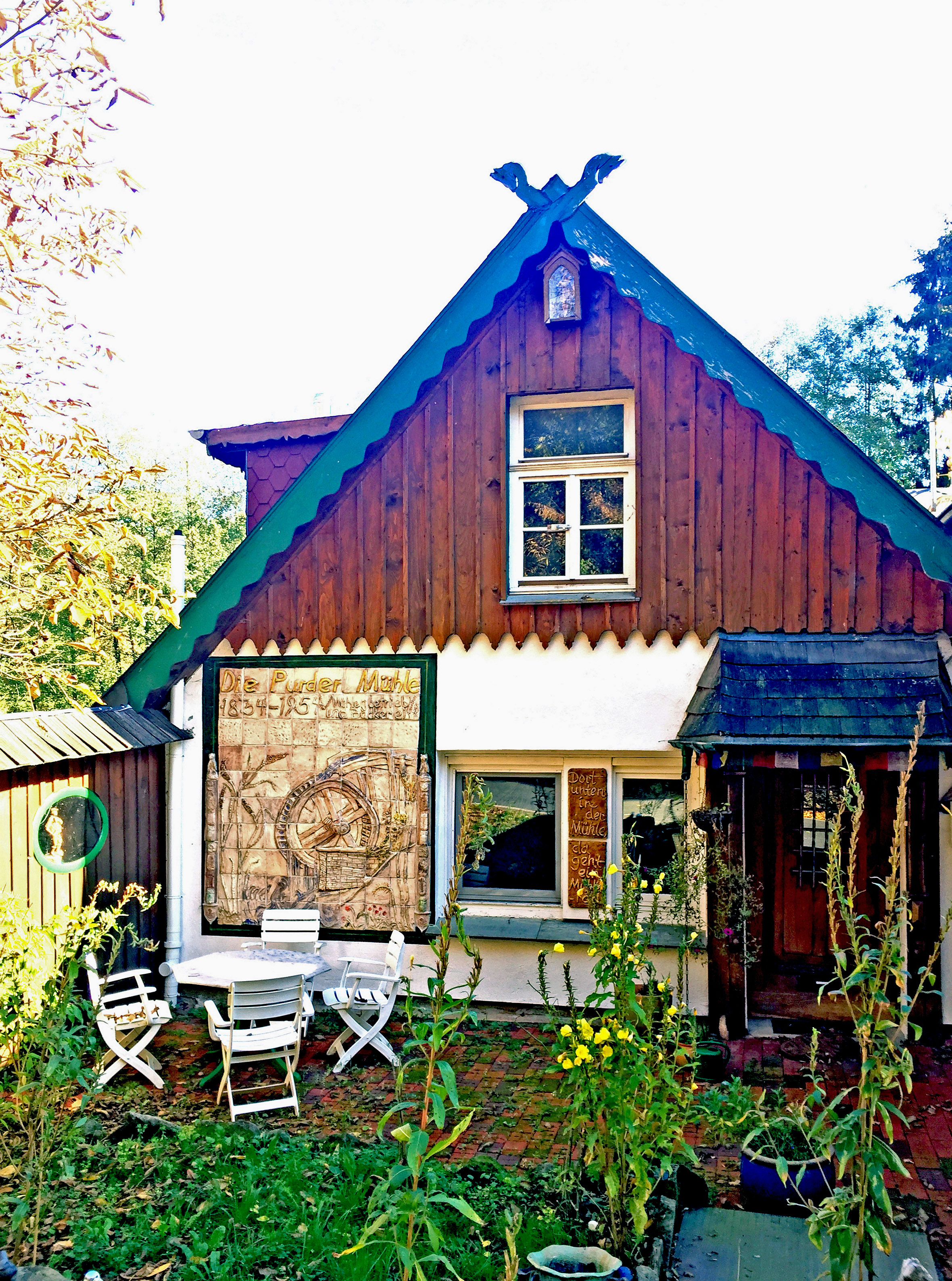
Die Purder Mühle (1836/57)

Purd ist eine Ortschaft in Hückeswagen im Oberbergischen Kreis im Regierungsbezirk Köln in Nordrhein-Westfalen (Deutschland).

## Lage und Verkehrsanbindung
Purd liegt im südlichen Hückeswagen, an der Grenze zu Wermelskirchen und Wipperfürth. Nachbarorte sind Kleinkatern, Großkatern, Wickesberg, Schückhausen, Niederburghof, Oberburghof, Wermelskirchen-Friedenberg und Wipperfürth-Boxberg. Der Ort liegt an der Kreisstraße K 14 zwischen Straßweg und Boxberg.
Purd ist der Namensgeber des Purder Bachs, der in die Große Dhünn mündet.

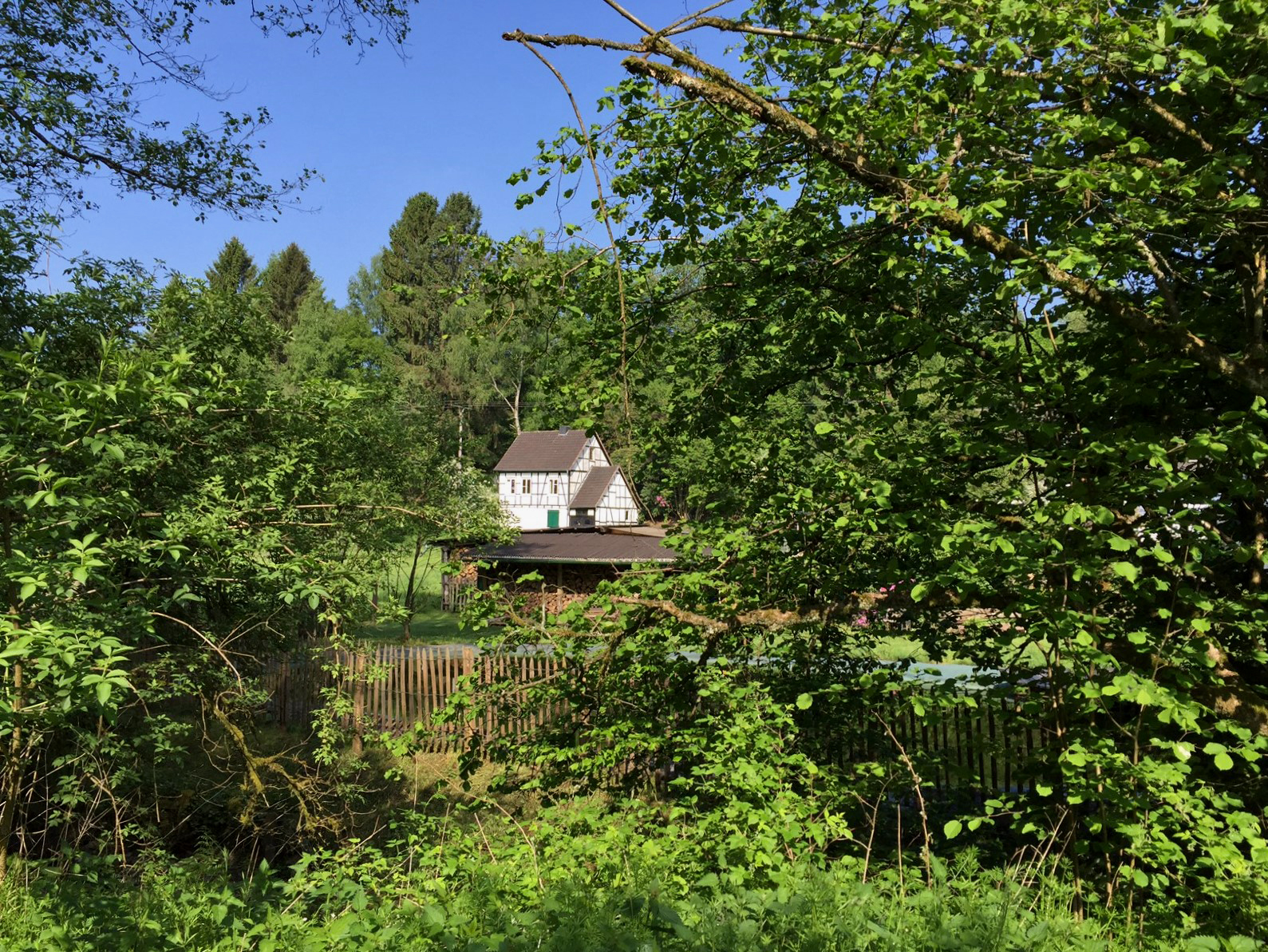
Fachwerkhaus Purd 8 im Purder Bachtal

## Geschichte
1481 wird der Ort erstmals unter der Bezeichnung „in der Poirde“ in einer Spendenliste für den Marienaltar der Hückeswagener Kirche aufgeführt.
Im 18. Jahrhundert gehörte der Ort zum  bergischen Amt Bornefeld-Hückeswagen. 1815/16 lebten 26 Einwohner im Ort. 1832 gehörte Purd der Großen Honschaft an, die ein Teil der Hückeswagener Außenbürgerschaft innerhalb der Bürgermeisterei Hückeswagen war. Der laut der Statistik und Topographie des Regierungsbezirks Düsseldorf als Weiler kategorisierte Ort besaß zu dieser Zeit vier Wohnhäuser und acht landwirtschaftliche Gebäude. Zu dieser Zeit lebten 33 Einwohner im Ort, 13 katholischen und 20 evangelischen Glaubens. Nördlich der Straße durch Purd liegt die Purder Mühle - Haus Nr. 1, zwischen 1836 1857 als Frucht- und Kornmühle errichtet. Auf der Giebelseite weist ein großes Relief auf die Geschichte der Mühle hin, deren Mühlenbetrieb mit angeschlossener Bäckerei demnach bis in das Jahr 1954 reichte. Im Gemeindelexikon für die Provinz Rheinland werden für 1885 acht Wohnhäuser mit 36 Einwohnern angegeben. Der Ort gehörte zu dieser Zeit zur Landgemeinde Neuhückeswagen innerhalb des Kreises Lennep. 1895 besitzt der Ort acht Wohnhäuser mit 39 Einwohnern, 1905 fünf Wohnhäuser und 30 Einwohner.

## Naturschutz
Das 85,5 ha große Purder Bachtal mit seinen Nebenbäche stehen seit 2006 auf dem Gemeindegebiet von Hückeswagen unter Naturschutz. Ergänzt wird es seit 2013 auf Wipperfürther Gemeindegebiet durch eine 2,6 ha große Naturschutzfläche nordwestlich von Boxberg.

## Wander- und Radwege
Purd besitzt einen Wanderparkplatz an der K14.
Folgende Wanderwege führen durch den Ort oder beginnen hier:
- Die SGV-Hauptwanderstrecke X19 (Schlösserweg) von Düsseldorf nach Dillenburg
- Der Ortswanderweg ▲ vom Radevormwalder Zentrum nach Purd
- Der Ortswanderweg ━ von Purd zur Wiebach-Vorsperre
- Der Ortsrundwanderweg A3